# اسمارتفرن
اسمارتفرن (انگلیسی: Smartfren) شرکت مخابرات اندونزیایی است، که در سال ۲۰۰۲ تأسیس شد.